# Мунисипаль (футбольный клуб)
«Мунисипа́ль» — гватемальский футбольный клуб из столицы страны, города Гватемала, в настоящий момент выступает в Лиге Насиональ, сильнейшем дивизионе Гватемалы. Клуб основан 17 мая 1936 года, домашние матчи проводит на стадионе «Матео Флорес», вмещающем почти 30 000 зрителей. «Мунисипаль» — самый титулованный клуб Гватемалы, и один из наиболее титулованных клубов в КОНКАКАФ.

## Достижения
- Чемпионат Гватемалы по футболу:
  - Чемпион (30): 1942, 1947, 1950/51, 1954/55, 1963/64, 1965/66, 1970, 1973, 1974, 1976, 1987, 1988, 1989/90, 1991/92, 1993/94, 2000 Апертура, 2000 Клаусура, 2001, 2002 Клаусура, 2003 Апертура, 2004 Апертура, 2005 Клаусура, 2005 Апертура, 2006 Клаусура, 2006 Апертура, 2008 Клаусура, 2009 Апертура, 2010 Клаусура, 2011 Апертура, 2017 Клаусура
- Лига чемпионов КОНКАКАФ:
  - Чемпион (1): 1974.
  - Финалист (2): 1993, 1995.
- Межамериканский кубок:
  - Финалист (1): 1974.